# Ким У Джин (стрелок из лука)
Ким У Джин (кор. 김우진?, 金優鎭?; род. 20 июня 1992, Окчхон, Чхунчхон-Пукто) — южнокорейский стрелок из лука, 5-кратный олимпийский чемпион (2016, 2020 и 2024), 7-кратный чемпион мира (в том числе трижды в личном первенстве).

## Карьера
Ким У Джин был в составе сборной Южной Кореи по стрельбе из лука на чемпионате мира 2011 года, где завоевал две золотые награды (в индивидуальном и командном первенствах). Несмотря на такие результаты в состав корейской олимпийской сборной на летние Олимпийские игры 2012 спортсмен не попал.
В 2015 году Ким У Джин снова попал в состав корейской сборной, и стал первым человеком с 1985 года — двукратным чемпионом мира.
В квалификационном раунде к летним Олимпийским играм 2016 Ким У Джин установил мировой рекорд, набрав 700 очков.
В командном первенстве на Олимпиаде в Токио завоевал золотую медаль в командном первенстве среди мужчин.
На Олимпийских играх 2024 года в Париже выиграл золото в командном первенстве, смешанных парах и в индивидуальном первенстве.

## Государственные награды
- Орден «За спортивные заслуги» 1 класса Республики Корея — орден Синего дракона (14 октября 2022)